# Riedelia brevicornu
Riedelia brevicornu là một loài thực vật có hoa trong họ Gừng. Loài này được Theodoric Valeton miêu tả khoa học đầu tiên năm 1913.

## Phân bố
Loài này được tìm thấy trên đồi Nepenthes ven sông Bắc (Noordrivier) thuộc tỉnh Papua, Indonesia. Mẫu vật điển hình: G.M. Versteeg 1341 do Gerard Martinus Versteeg (1876-1943) thu thập ngày 30 tháng 6 năm 1907.